# Claudecir
Claudecir Aparecido de Aguiar (ur. 15 października 1975) – brazylijski piłkarz występujący na pozycji pomocnika.

## Kariera piłkarska
Od 1996 do 2011 roku występował w Mogi Mirim, Noroeste, São Caetano, SE Palmeiras, Kashima Antlers, Atlético Mineiro, Portuguesa, Vila Nova i XV de Novembro Jaú.